# Sant Cosme i Sant Damià de Queixans

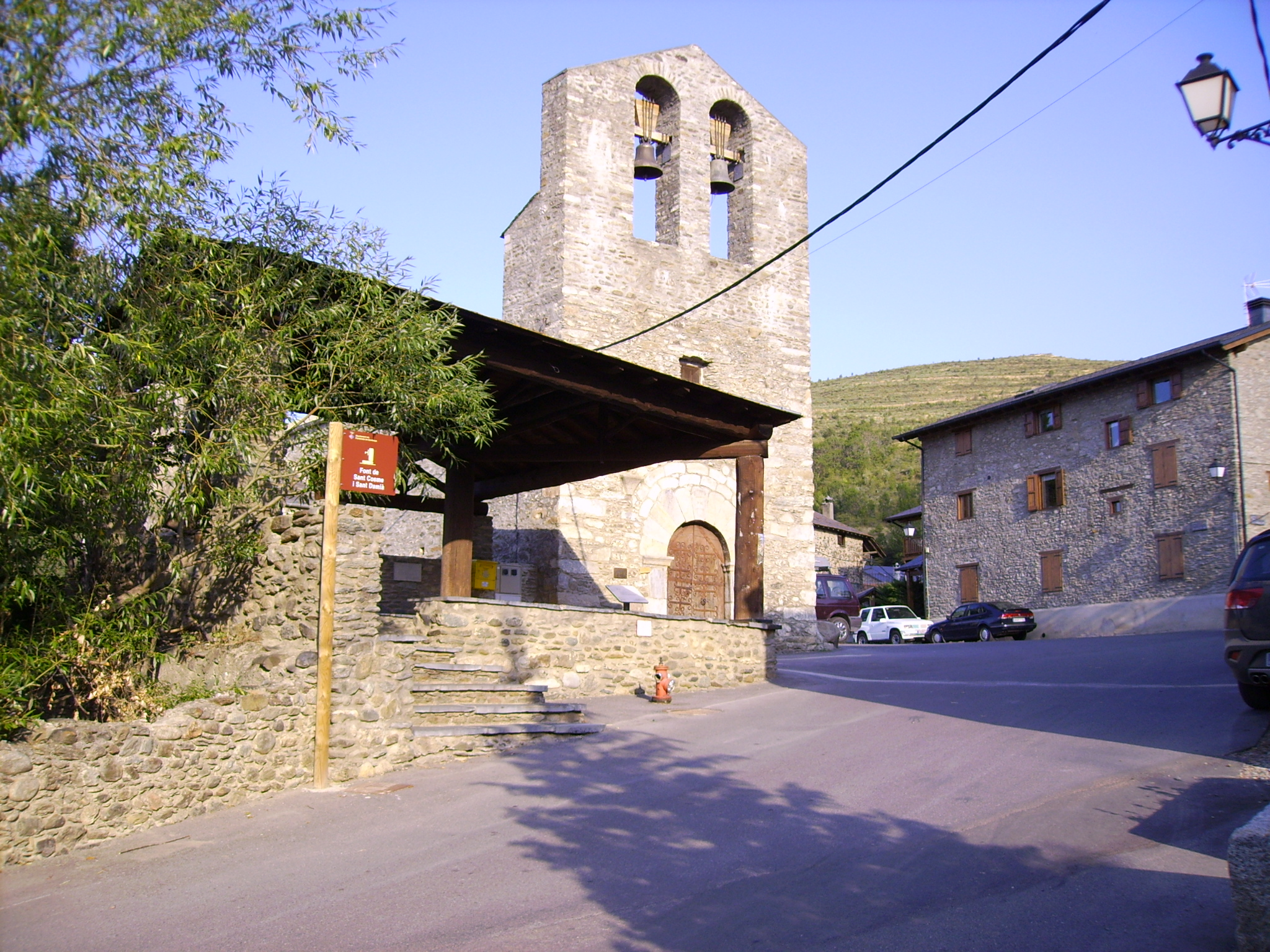
Església de Sant Cosme i Sant Damià de Queixans

Sant Cosme i Sant Damià de Queixans és una església protegida com a bé cultural d'interès local del municipi de Fontanals de Cerdanya (Cerdanya).Rodejada del cementiri excepte la façana principal que forma un frontispici, encimat pel campanar quadrat piramidal. La portalada és de mig punt i s'hi pot llegir l'any 1775. Els batalls de la porta estan coberts d'originals ferros forjats. És d'una sola nau, amb volta de canó, dues capelles laterals i dues finestres a la paret lateral dreta. En l'absis s'hi observen uns arcs cecs i finestra absidal.
Sembla que antigament estava dedicada a l'apòstol Sant Jaume el Major. El Papa Urbà VIII per tal d'incrementar la devoció als nous Patrons, concedí el 13 d'abril de 1630 indulgència plenària en el dia d'aquella festa patronímica, a tots els qui, prèvia la recepció dels sagraments de penitència i comunicació, visitessin l'església. L'any 1198, els partidaris del Comte de Foix calaren foc a les portes i s'emportaren tots els ornaments, maltractant la capella.